# Myotis findleyi
Myotis findleyi é uma espécie de morcego da família Vespertilionidae.
Apenas pode ser encontrada no seguinte país: México.